# مسجد يوبيل السلطان حسن البلقيه الفضي
مسجد يوبيل السلطان حسن البلقيه الفضي يقع المسجد في كانبونج جانغساك جادونج، يبعد حوالي أربعة عشر كيلومتر من مدينة بندر سري بكاوان عاصمة بروناي .

## البناء
بدأ بناء مسجد يوبيل السلطان حسن البلقيه الفضي في الثاني من شهر سبتمبر من عام 1996، وبعد عام واحد من البناء تم اكتمال المبني في عام 1997، وبلغت نفقات البناء مبلغ 4،136،070.00 دولار أمريكي، تم بناء المسجد من جمع التبرعات من الضباط وموظفي الخدمة المدنية وبمساعدة من المجلس الديني الإسلامي في بروناي دار السلام.

## الافتتاح
مسجد يوبيل السلطان حسن البلقيه الفضي في يوم الخميس التاسع والعشرين من شهر أبريل من عام 1999، وتبلغ القدرة الاستيعابية للمسجد حوالي 1،200 مصلي في وقت واحد .

## وصلات خارجية
- ألبوم صور مسجد يوبيل السلطان حسن البلقيه الفضي